# Card City Nights
Card City Nights est un jeu vidéo de réflexion développé et édité par Ludosity AB, sorti en 2014 sur Windows, Mac, Linux, iOS et Android.

## Système de jeu
Card City Nights est un jeu de cartes se jouant en duel sur deux grilles de taille 3x3, l'une associée au joueur et l'autre à l'intelligence artificielle. Chaque carte représente un personnage, une capacité ou un objet et est associé à un effet d'attaque ou de défense ainsi qu'à une direction indiquée par une flèche. Si deux flèches se touchent, les cartes sont liées. Quand trois cartes sont liées, leur effet se déclenchent.

## Accueil
- Canard PC : 8/10[1]
- Gamezebo : 4,5/5[2]
- Pocket Gamer : 9/10[3]
- TouchArcade : 4/5[4]